# Réserve naturelle régionale de Sainte Lucie
La réserve naturelle régionale de Sainte-Lucie (RNR202) est une réserve naturelle régionale située en Occitanie. Classée en 2009, elle occupe une surface de 825 hectares et protège l'île de Sainte Lucie et les zones humides et plages riveraines.

## Localisation

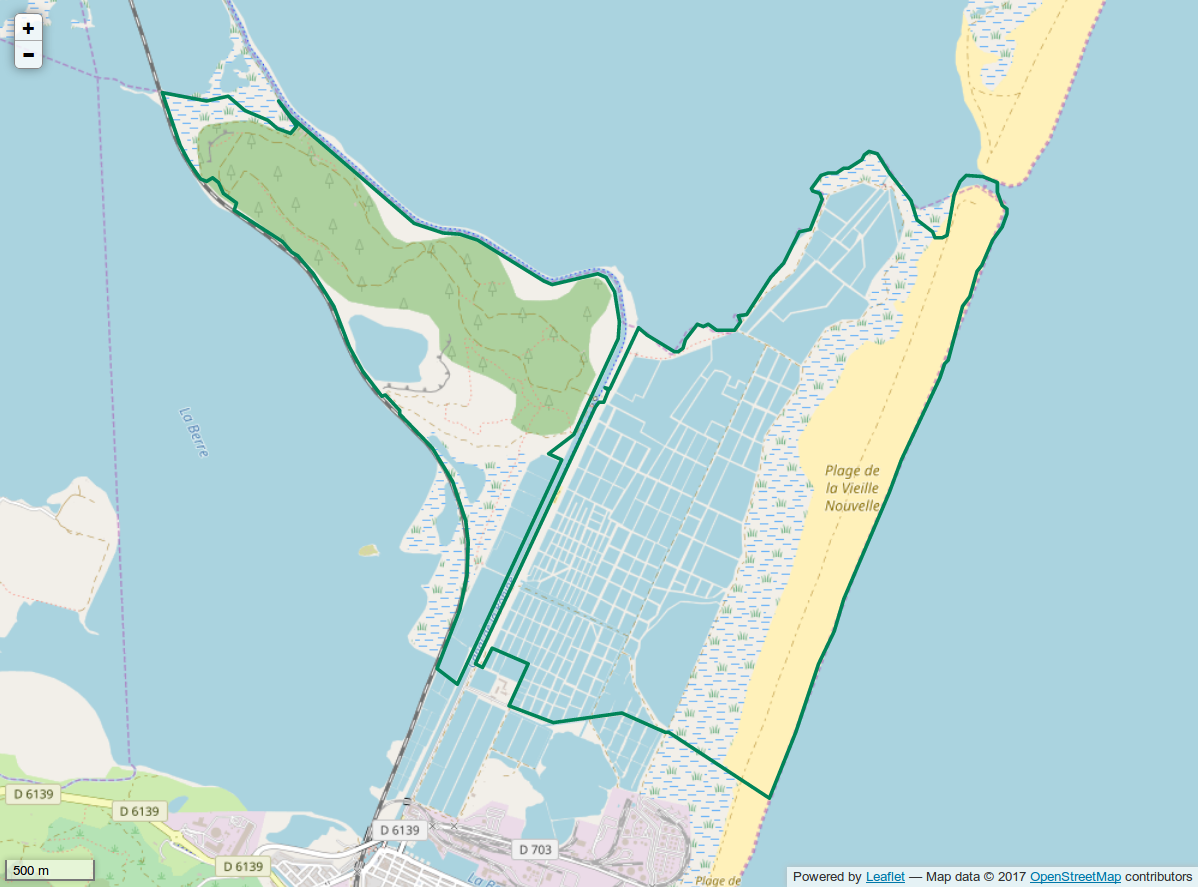
Périmètre de la réserve naturelle.

Le territoire de la réserve naturelle est dans le département de l'Aude, sur la commune de Port-la-Nouvelle. Couvrant 825 hectares, il est constitué de deux secteurs séparés par le canal de la Robine. Le secteur occidental correspond à l'île de Sainte Lucie qui sépare l'étang de Bages-Sigean de l'étang de l'Ayrolle. Le secteur oriental est une zone de lagunes, de zones humides et de plages situées entre cette île et la mer Méditerranée. L'altitude maximum de l'île est de 39 m au roc Saint-Antoine. L'écluse de Sainte-Lucie permet de passer d'un secteur à l'autre.

## Écologie (biodiversité, intérêt écopaysager…)
Vingt-huit espèces d'oiseaux nichent dans la réserve, qui abrite également des espèces remarquables d'amphibiens, reptiles et insectes. Les chauve-souris du massif de la Clape tout proche viennent également se nourrir sur ce site.

### Flore

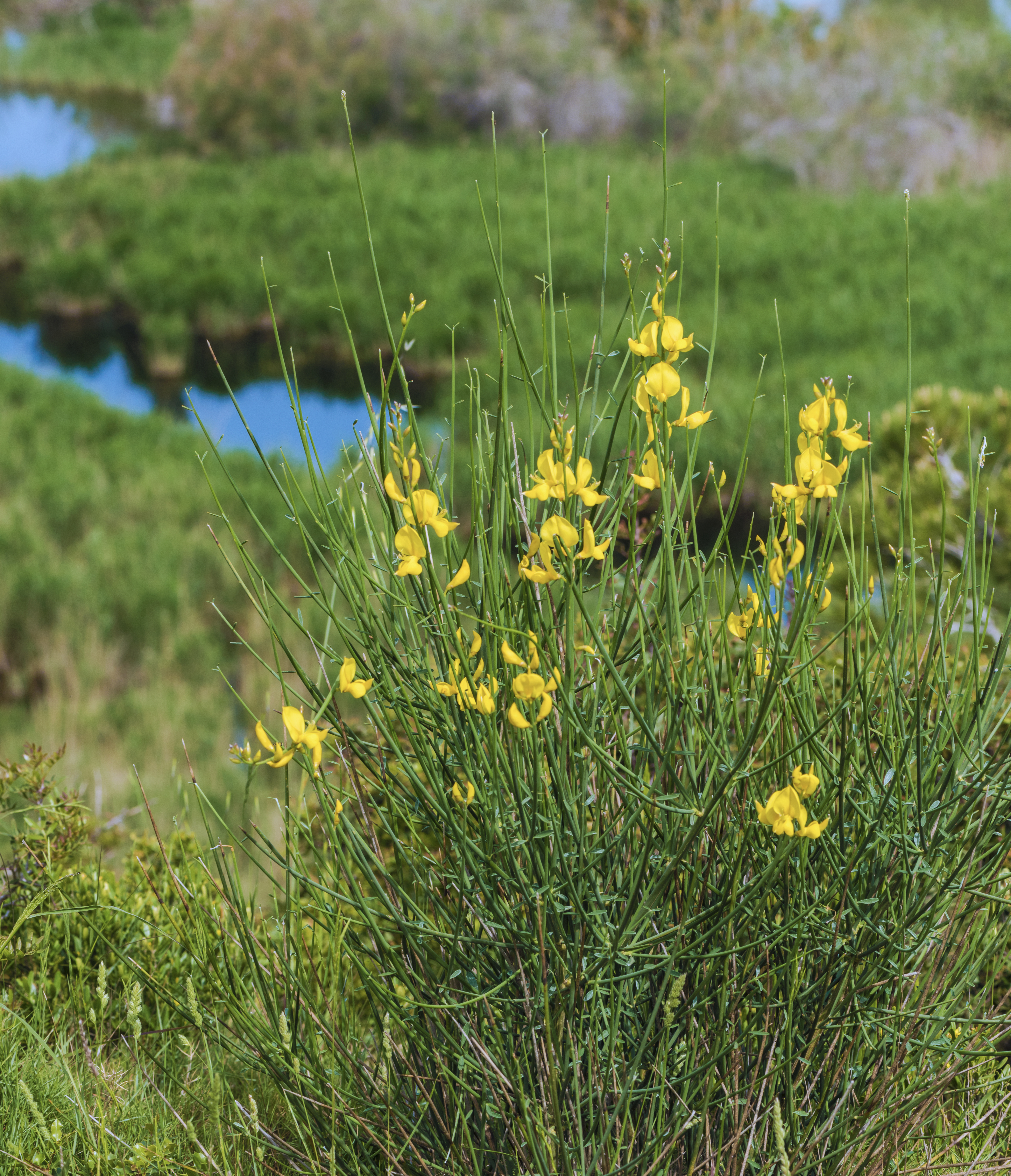
Spartium junceum (Spartier)
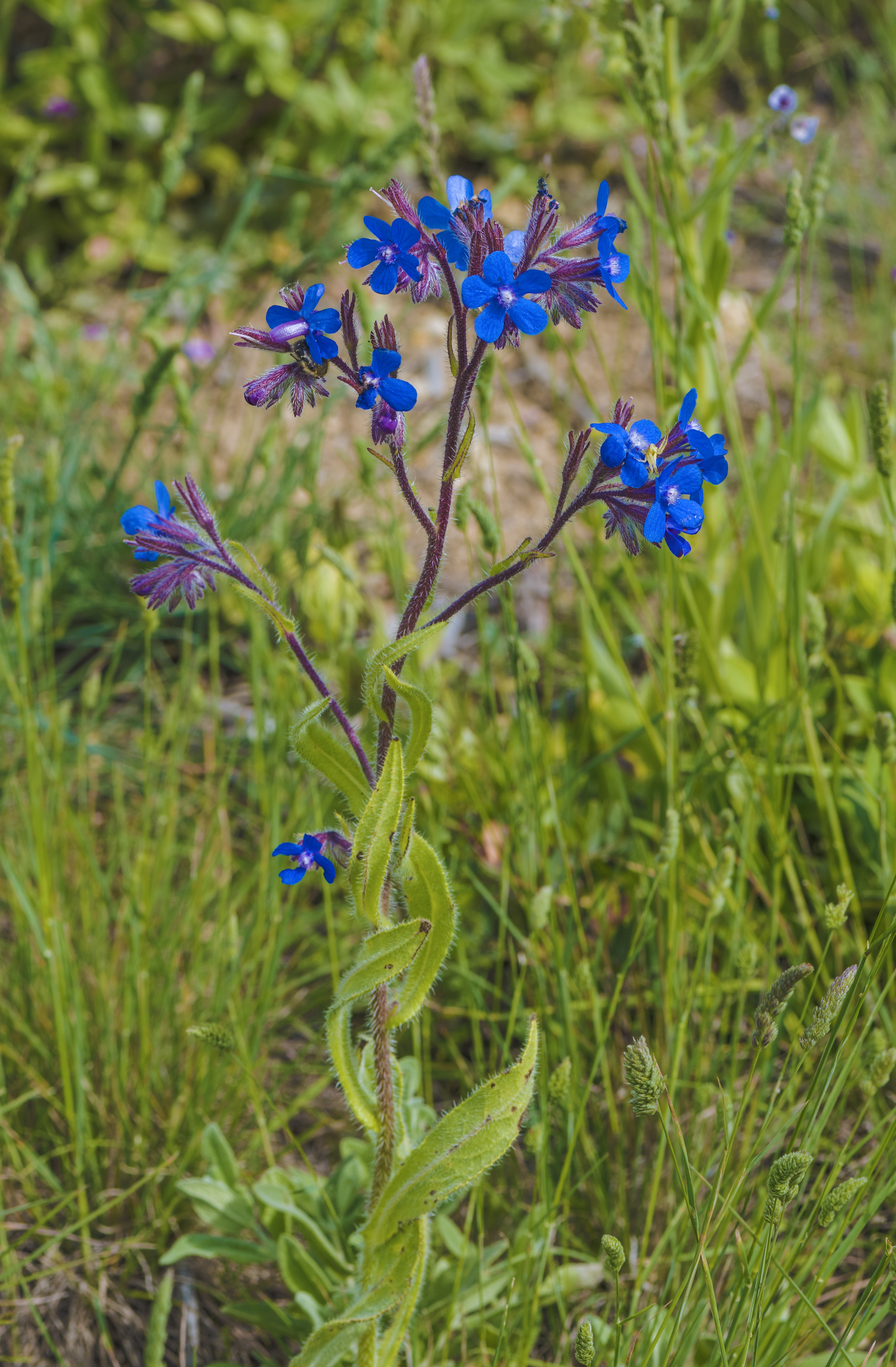
Anchusa azurea (Buglosse d'Italie)
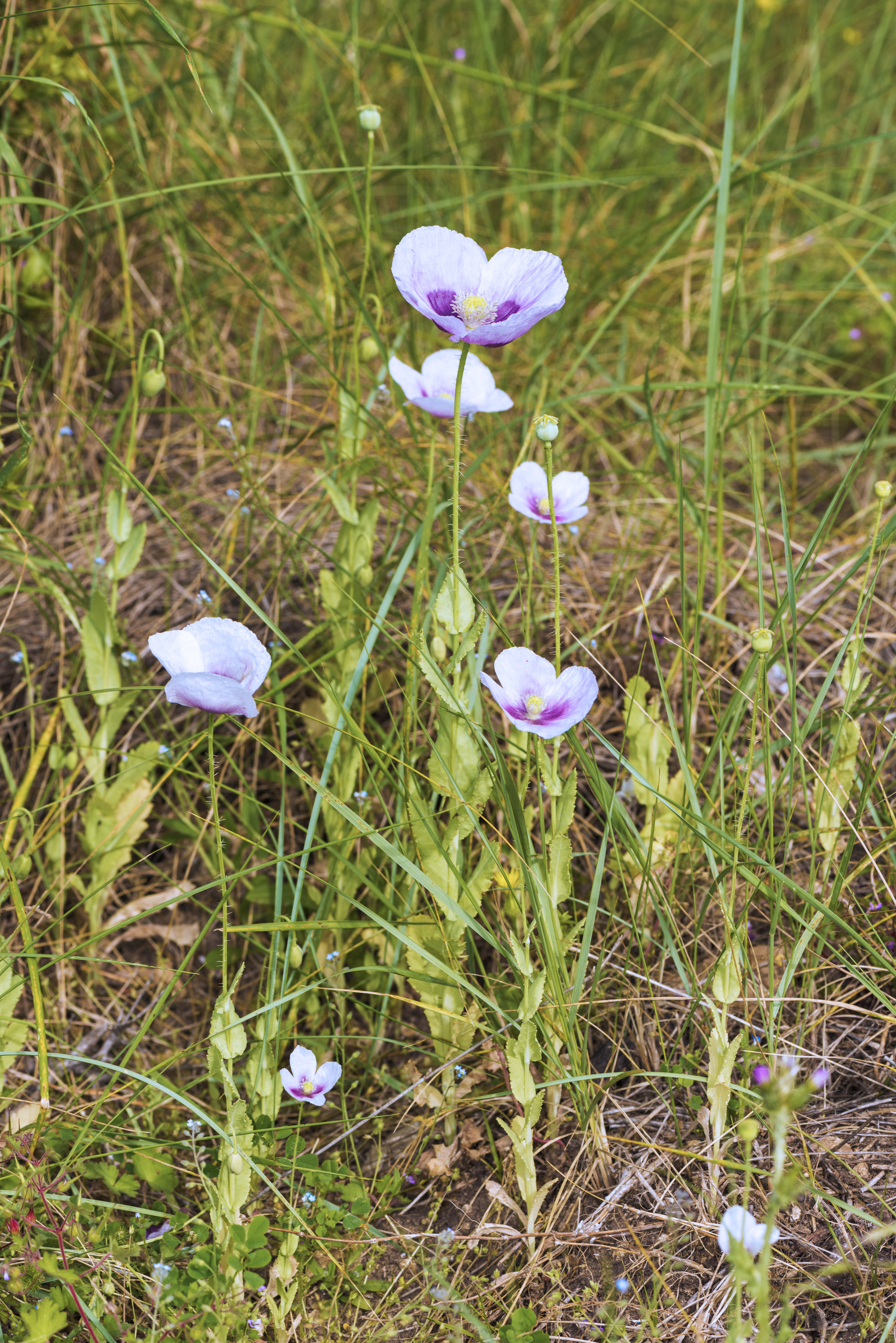
Papaver somniferum (Pavot somnifère)

### Faune

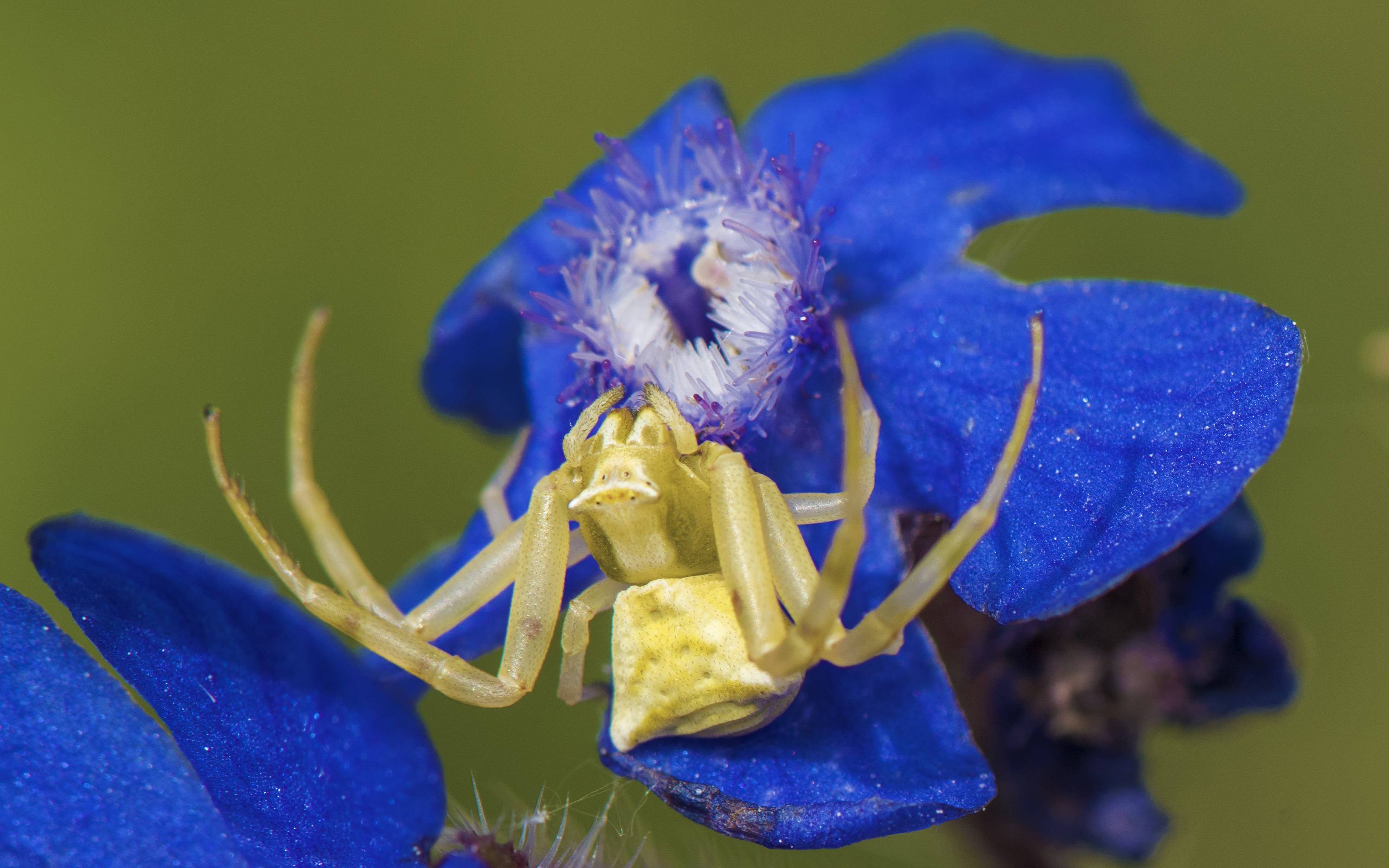
Thomisus onustus (Araignée Thomise enflée)
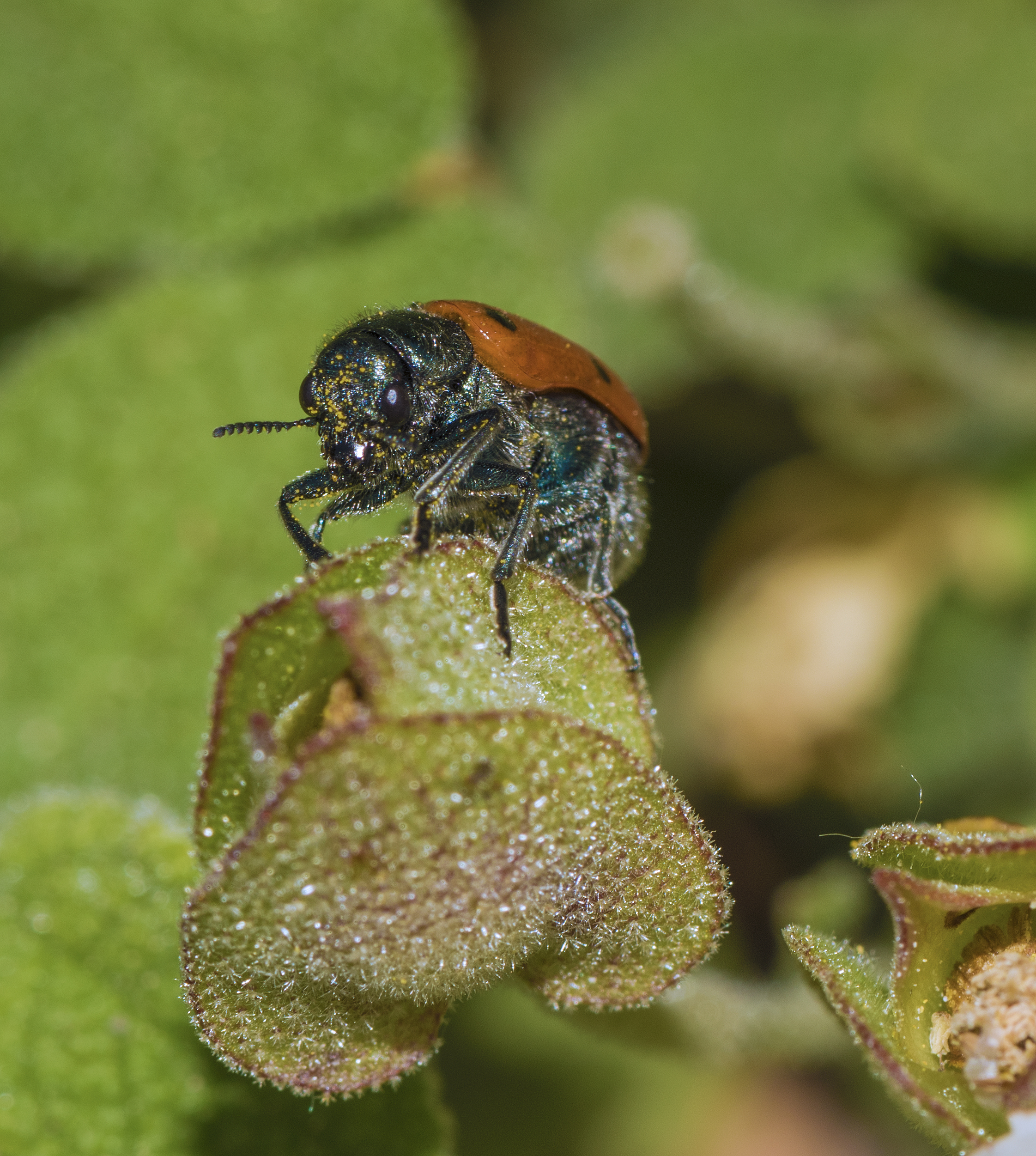
Clytra quadripunctata (Clytre à 4 points)
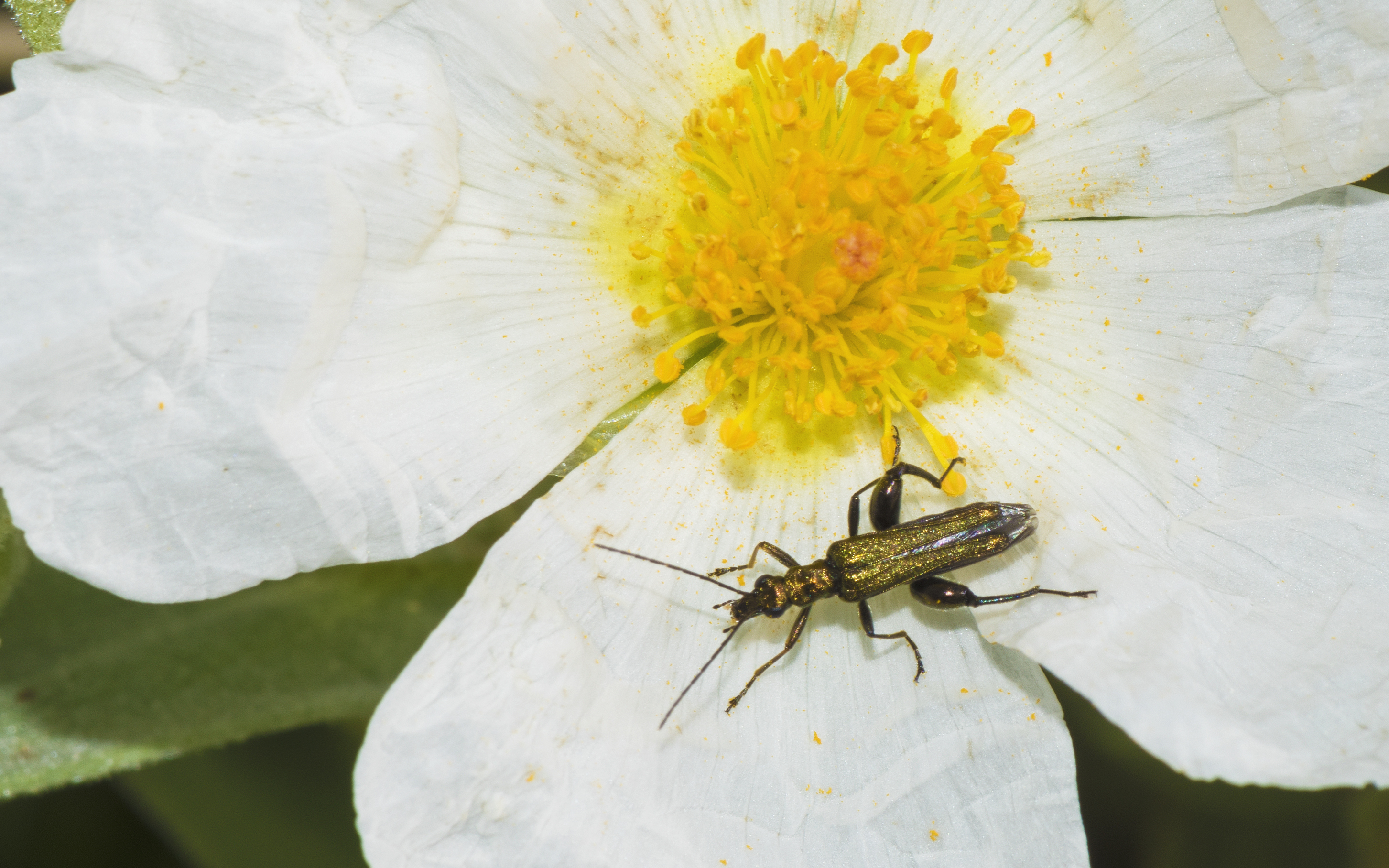
Oedemera nobilis (Œdémère noble)

## Administration, plan de gestion, règlement
La réserve naturelle est gérée par le Parc naturel régional de la Narbonnaise en Méditerranée et la commune de Port-la-Nouvelle.

### Outils et statut juridique
La réserve naturelle a été créée par une délibération du Conseil régional du Languedoc-Roussillon du 25 septembre 2009.

### Galerie de photos

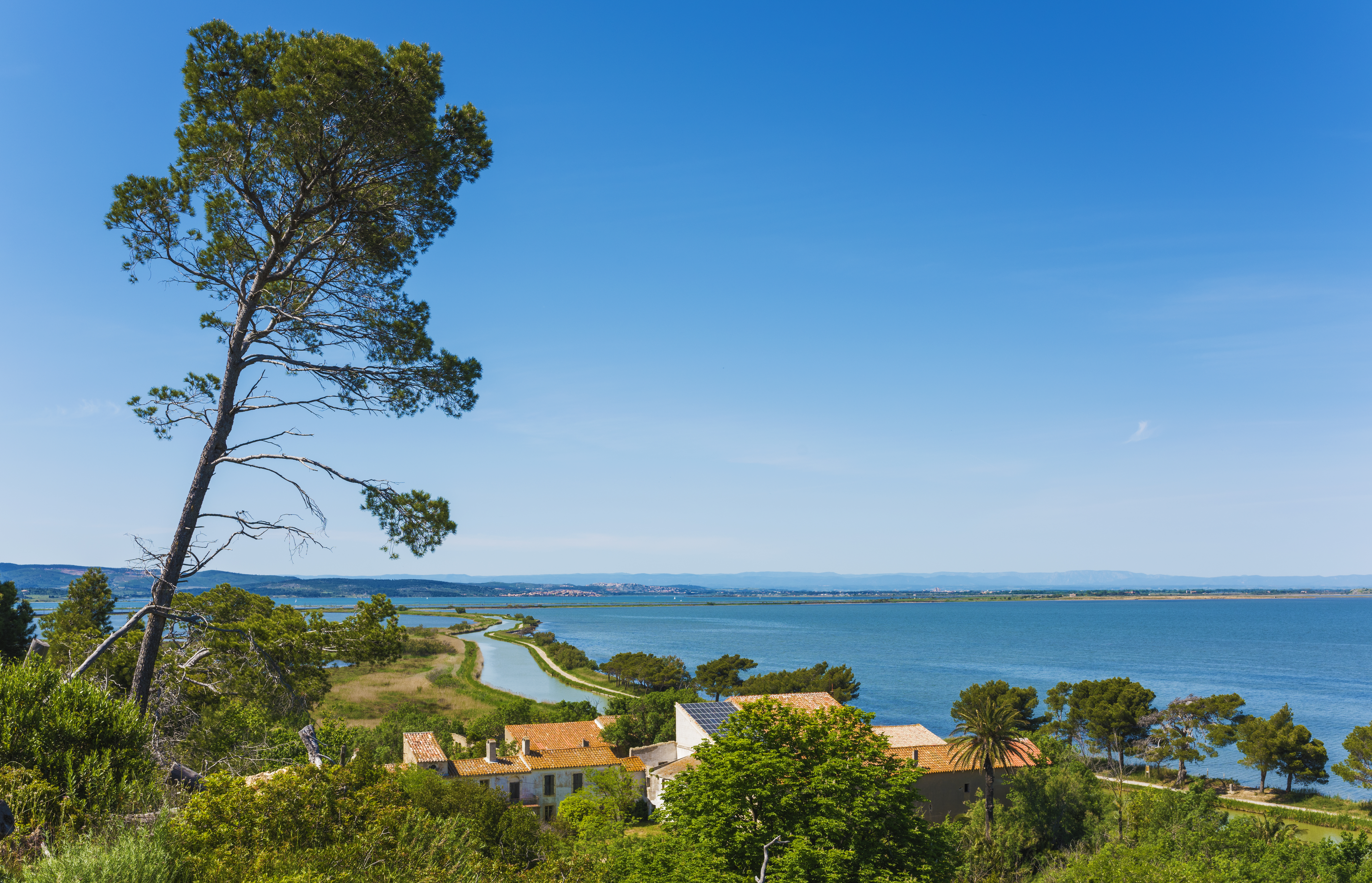
Vue de Sainte-Lucie
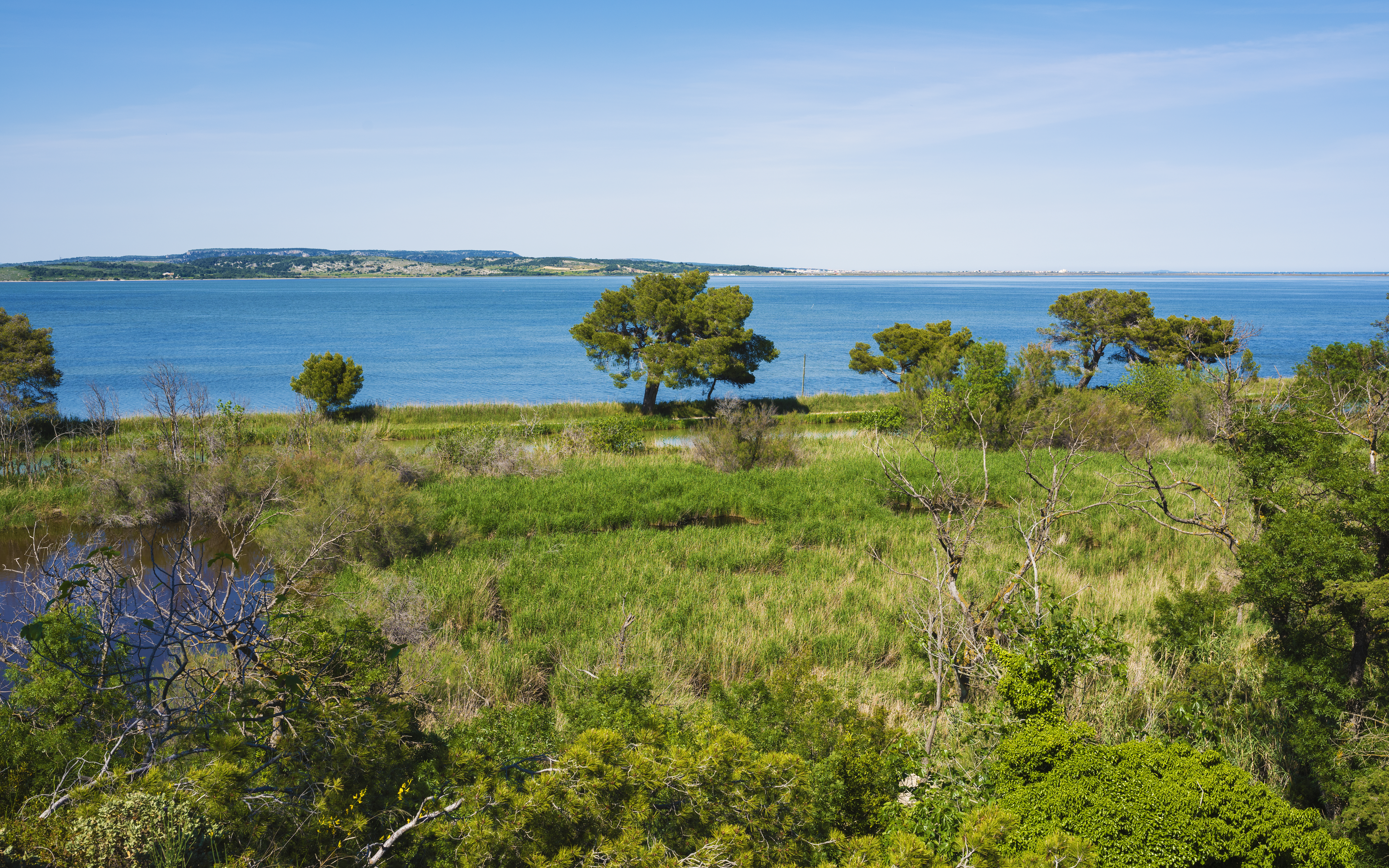
Étang de l'Ayrolle
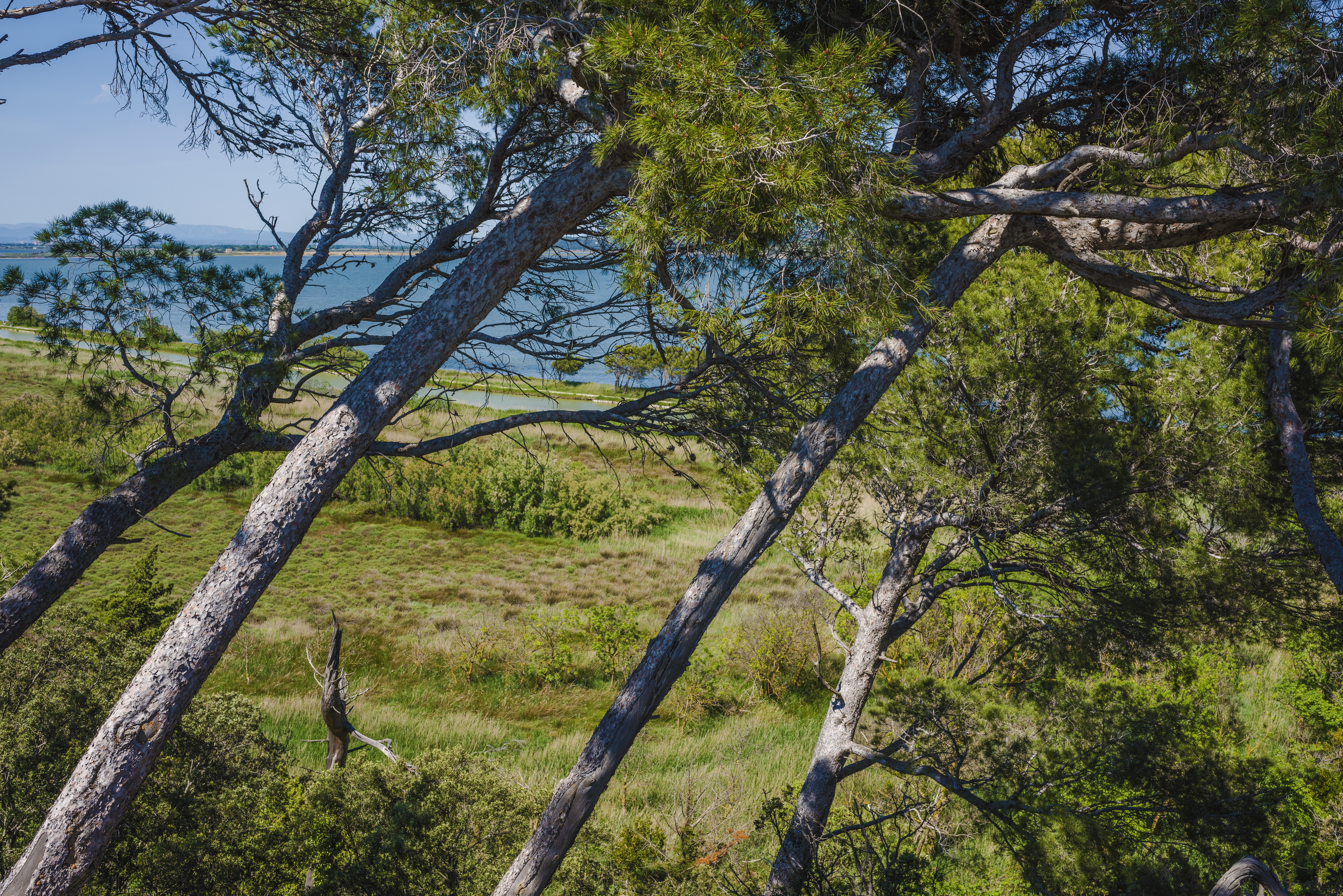
Pins sur l'île de Sainte-Lucie
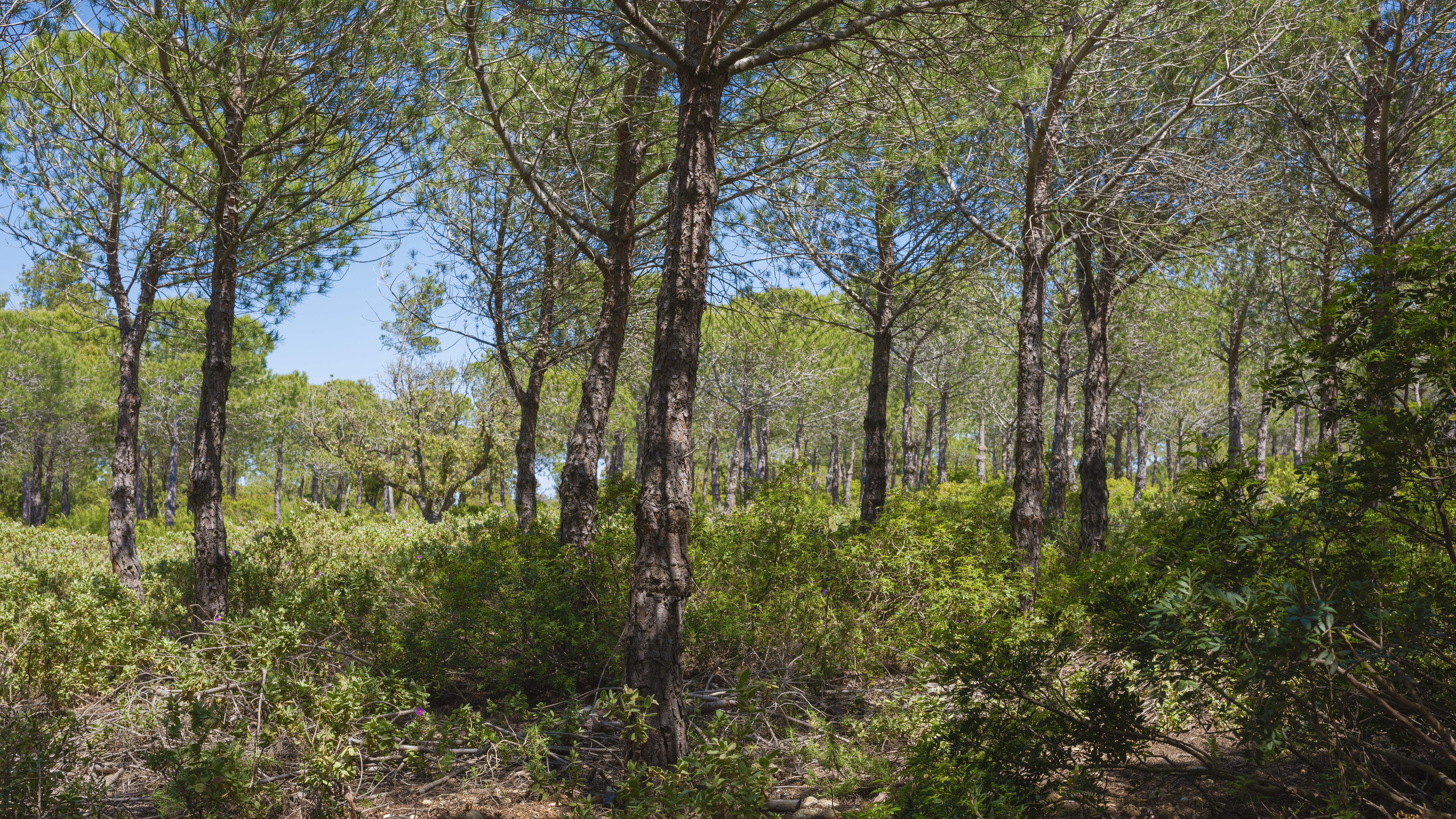
Forêt de pins
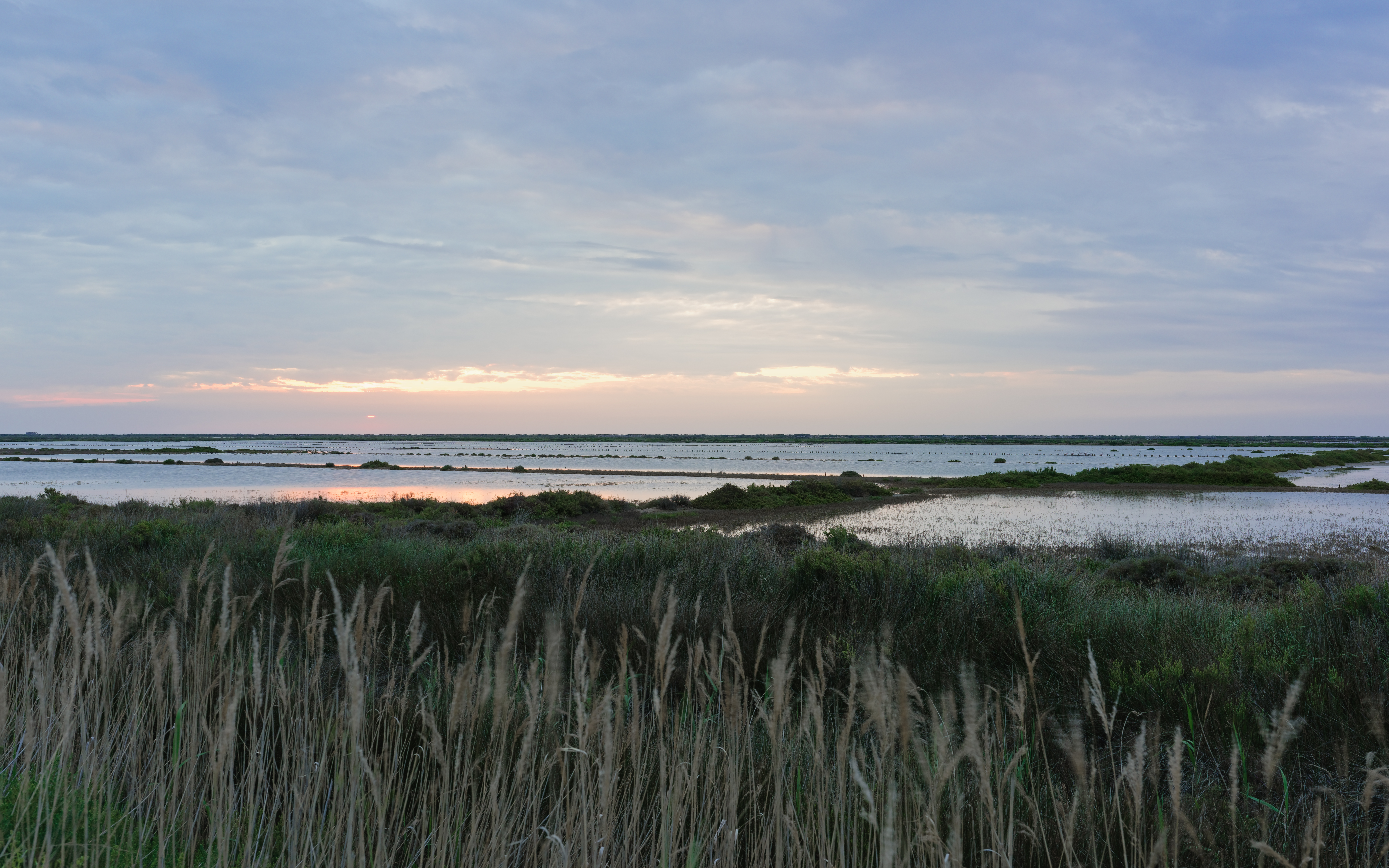
Les anciens salins dans la réserve
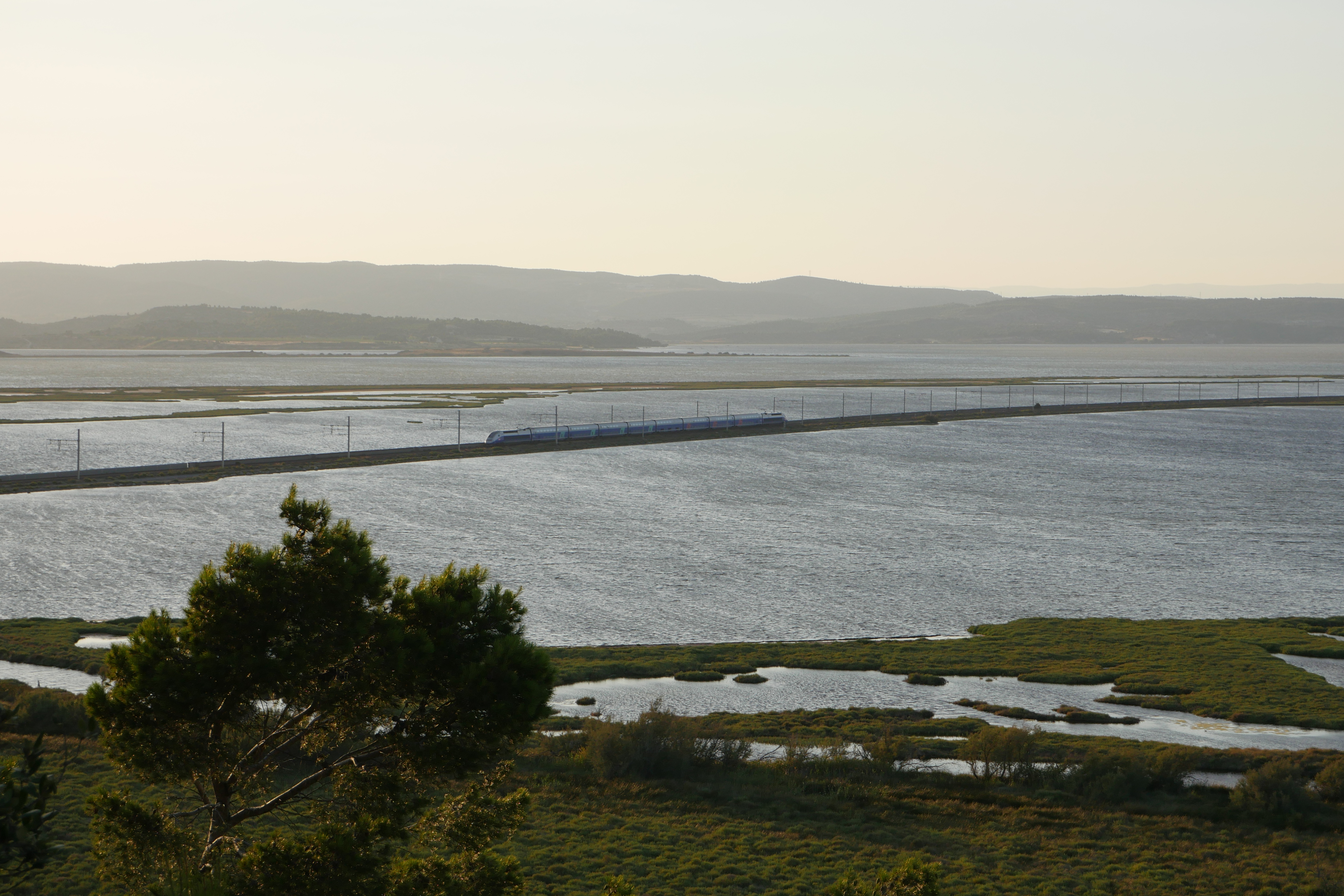
Passage de la voie ferrée
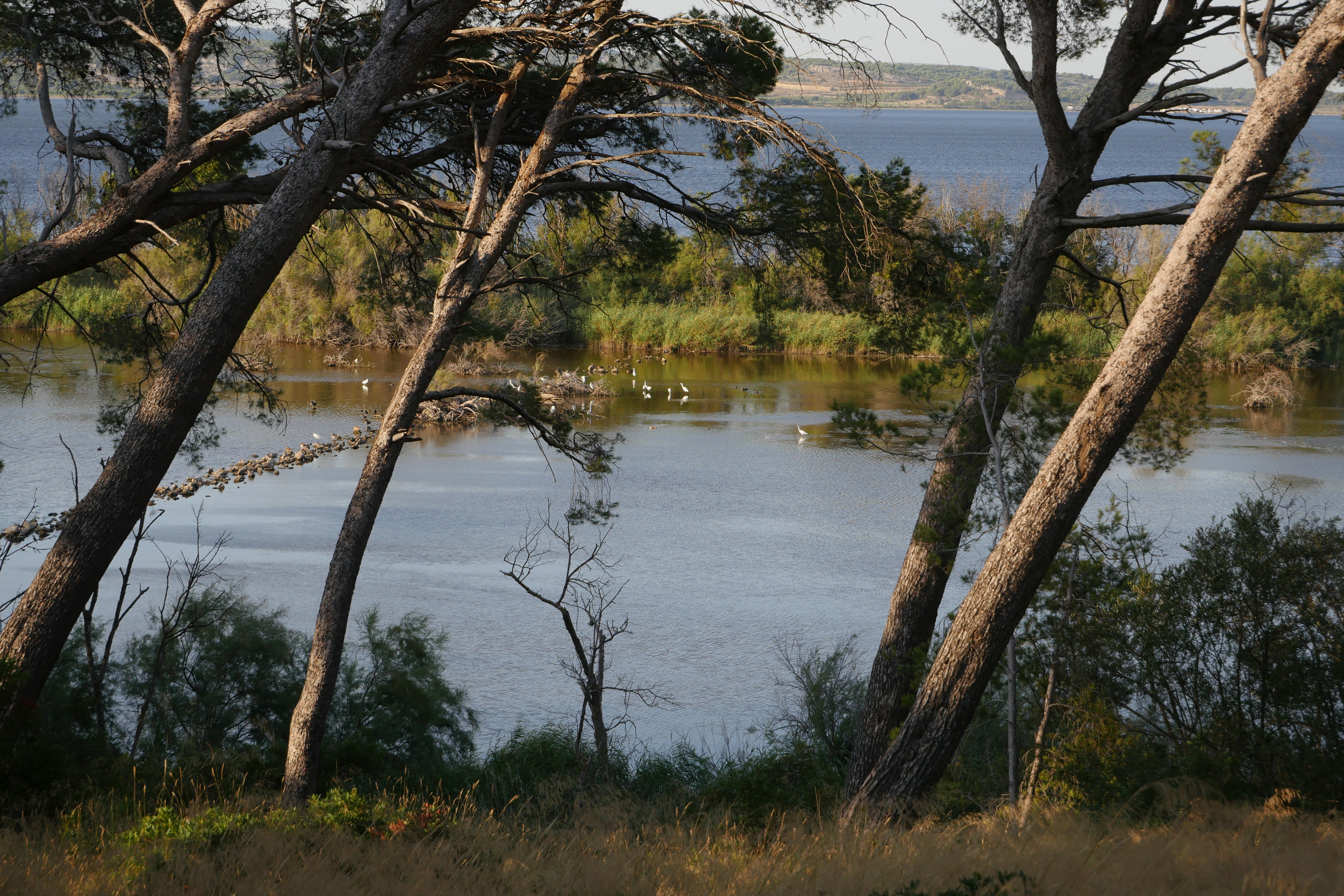
Oiseaux sur l'Ile
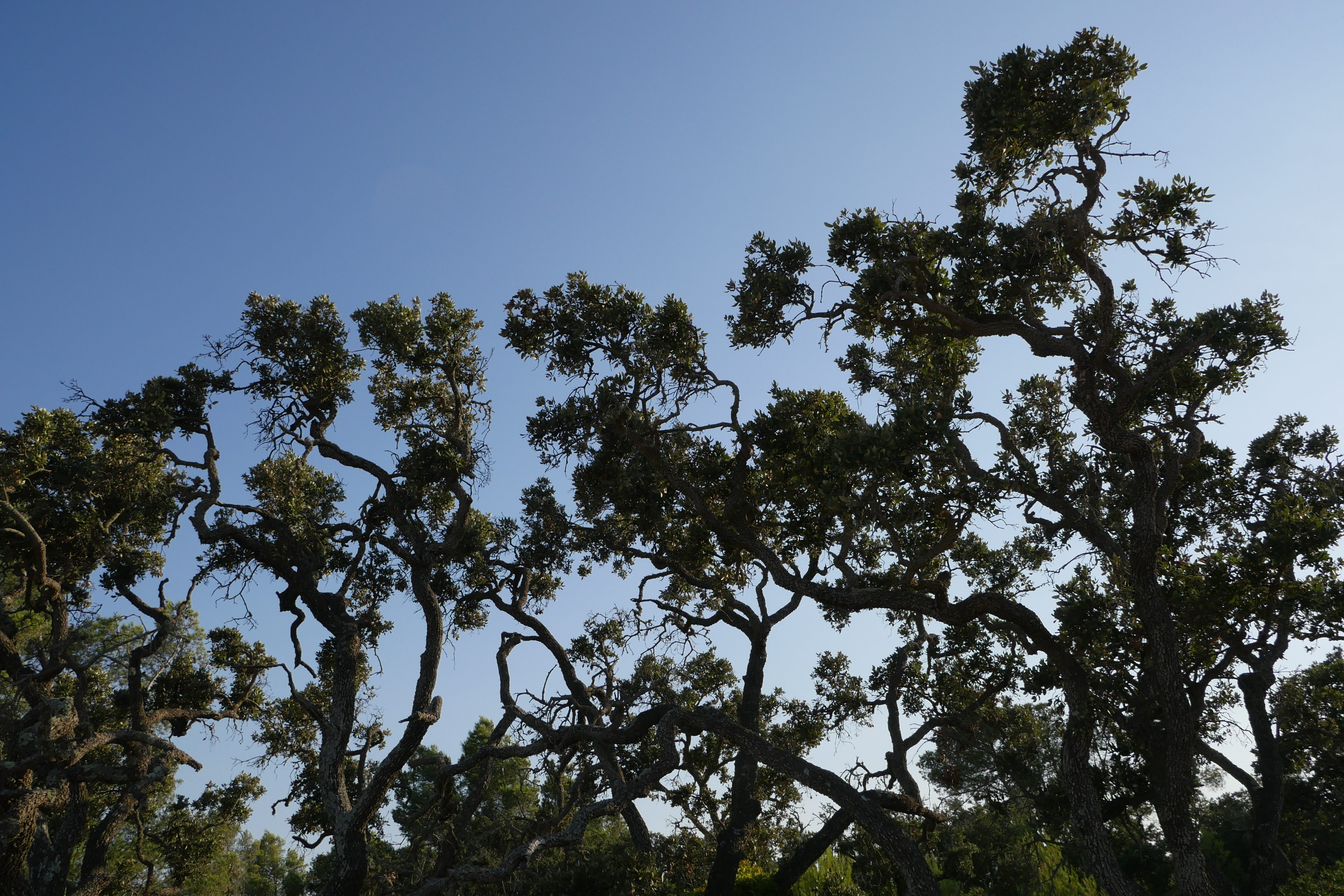
Silhouettes de chênes verts
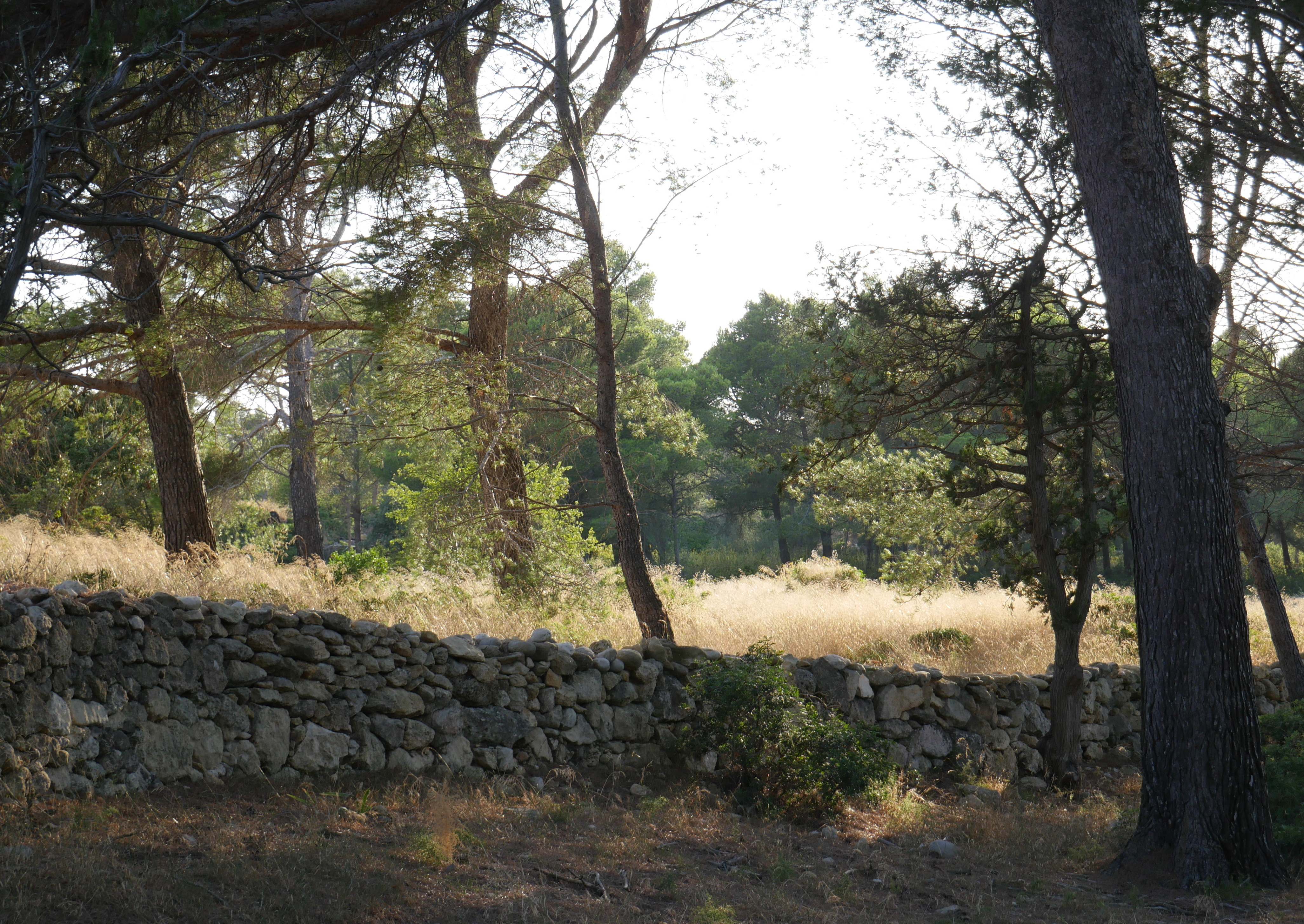
Muret de pierres sèches restauré
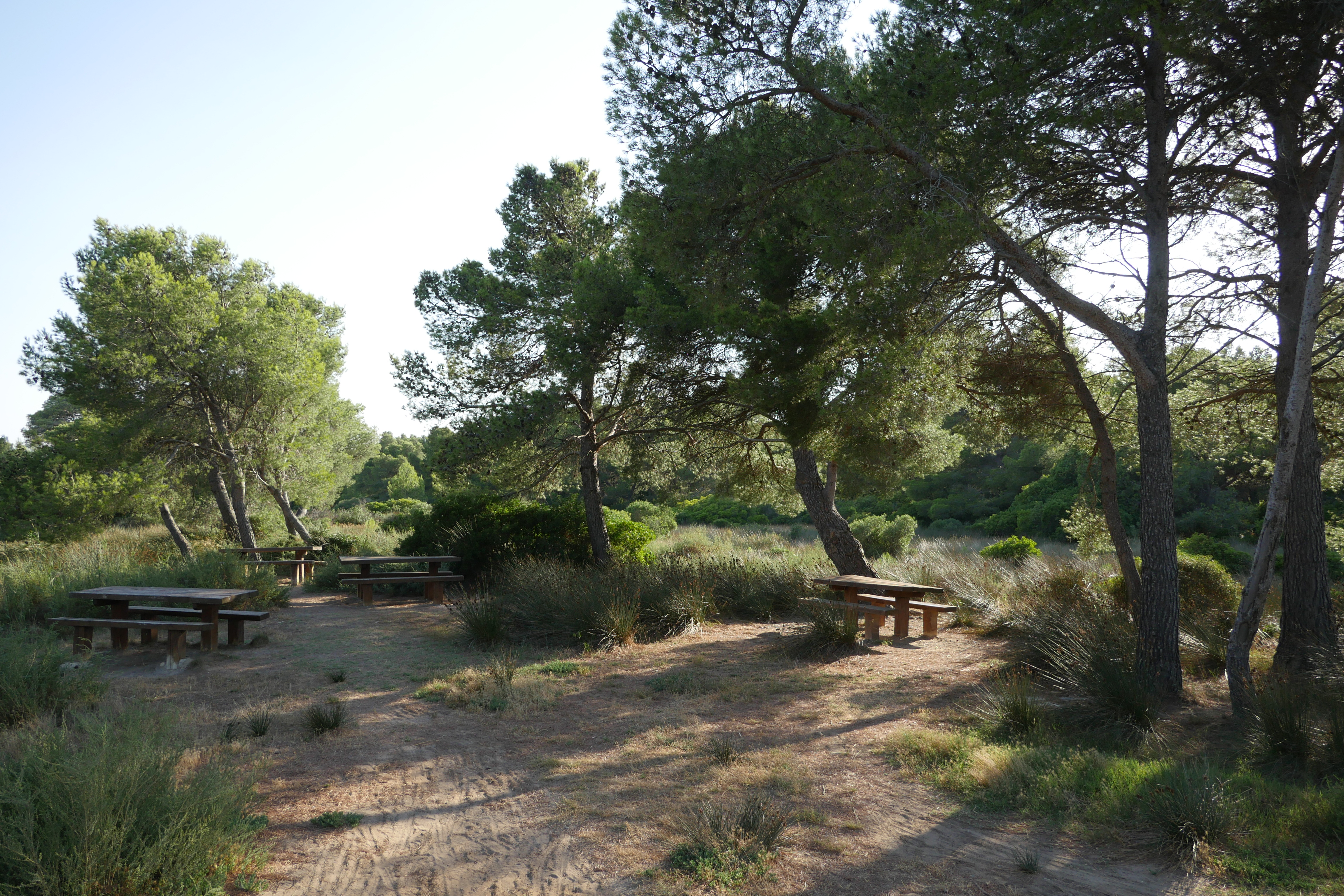
Pinède à l'entrée de l'Ile